# Festung Rạch Cát

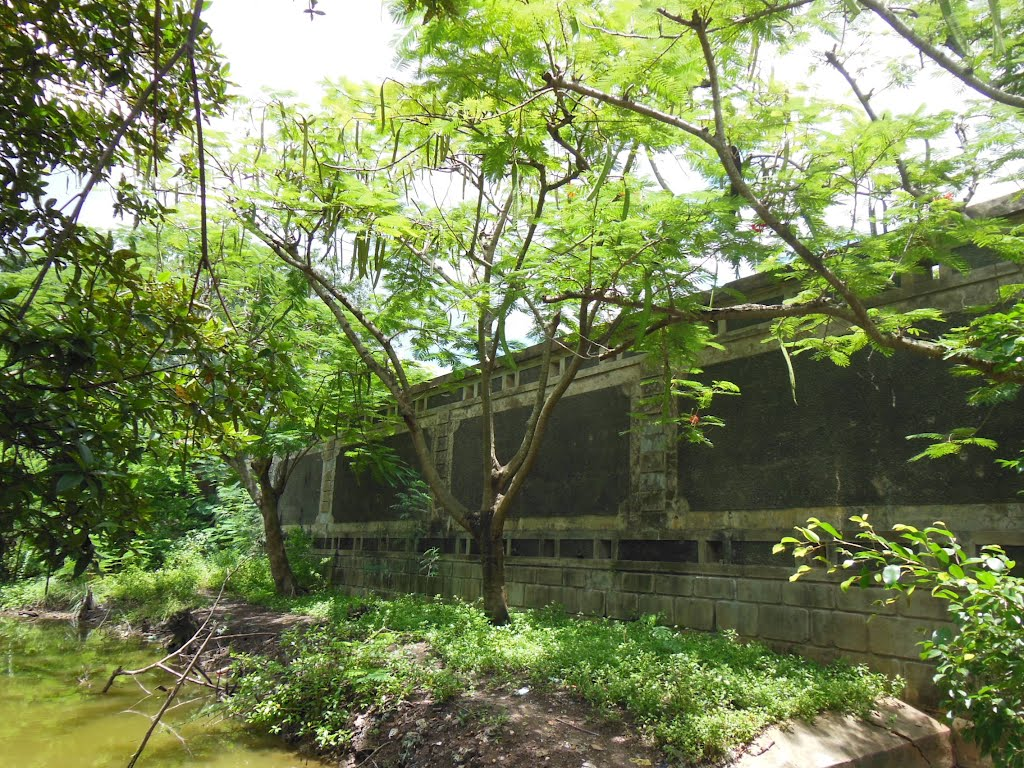

Die Festung Rạch Cát (franz. Ouvrage de Rach-Cat, vietn. Pháo đài Rạch Cát oder Đồn Rạch Cát) ist eine ehemalige Küstenverteidigungsanlage südlich von Ho-Chi-Minh-Stadt (Saigon) im Süden Vietnams. Sie liegt am westlichen Ufer des westlichen Nhà-Bè-Mündungsarms Soài Rạp (Soirap) zwischen den Einmündungen der Flüsse Rạch Cát und Vaico, und somit etwa 30 Kilometer Luftlinie südlich des Stadtzentrums im Gemeindegebiet Long Hựu Đông im Bezirk Cần Đước der Provinz Long An.
Die Festung wurde während der französischen Kolonialzeit zwischen 1903 und 1914 erbaut und mit mächtiger Küstenartillerie ausgestattet. Sie sollte einerseits den westlichen Zufahrtsweg nach Saigon für feindliche Schiffe sperren, andererseits auch den Nebenfluss Vaico absichern, an dem sich eine einfache Anlegestelle befand. Zusammen mit weiteren Küstenbatterie-Werken bei Cap Saint-Jacques (Vũng Tàu), die den östlichen Mündungsarm abdeckten, sollte so Saigon gegen Angriffe von der Seeseite geschützt werden. Als potentielle Angreifer fürchtete man zu diesem Zeitpunkt primär deutsche und britische Kriegsschiffe.
Beim Bau der Festung kam bereits der fortschrittliche Stahlbeton zum Einsatz; zusätzlich musste der schwammige Untergrund aufwendig befestigt werden. Da außerdem die Baumaterialien und Geräte über weite Distanz herangeschafft werden mussten, beliefen sich die Baukosten am Ende auf sieben Millionen Francs.
Die Festung ist etwa 300 Meter lang und 100 Meter breit. Sie besteht aus zwei symmetrischen Geschütztürmen (demi-ouvrages) mit je sechs Metern Durchmesser, die durch eine Kasematte miteinander verbunden sind. Im Inneren gibt es zwei Ober- und drei Untergeschosse, wobei die Munition aus Feuchtigkeitsproblemen oberirdisch gelagert wurde. Die Wandstärke beträgt 60–100 Zentimeter. Ein (nicht mehr bestehender) Wassergraben umgab die Anlage.
In jedem der Geschütztürme befanden sich zwei als Doppellafette ausgeführte, voll drehbare Artilleriegeschütze des Typs Schneider 240 mm modèle 1893/96 M „Colonies“ mit einem Kaliber von 24 Zentimetern und einer Reichweite von 22,7 Kilometern. Ergänzt wurden diese durch sechs Geschütze des Typs 75 mm modèle 1897 und vier des Typs 95 mm modèle 1888.
Sämtliche Geschütze wurden, ohne je in ein Gefecht verwickelt worden zu sein, während des Ersten Weltkriegs abgebaut und ins Mutterland gebracht. Erst 1940, während des Zweiten Weltkriegs, wurde die Anlage angesichts der japanischen Bedrohung wieder mit zwei Geschützen des Typs 138 mm modèle 1924 und vier des Typs 75 mm modèle 1897 ausgerüstet. Diese kamen allerdings auch nie zum Einsatz, da die japanische Armee Indochina bereits im September 1940 nahezu kampflos besetzte. Im März 1945 stürzten die Japaner die französische Kolonialverwaltung und übernahmen auch die Festung, bis diese im August wiederum an die Việt-Minh-Revolutionäre fiel. Die Vietnamesen wurden schließlich im Oktober von britischen Besatzungstruppen vertrieben. Die zurückkehrenden Franzosen fanden die Anlage ausgeplündert vor, lediglich die beiden Hauptgeschütze, die zu schwer zum Transportieren gewesen waren, waren vor Ort verblieben. Im Indochina- und Vietnamkrieg spielte die Festung keine Rolle mehr.